# وورو
وورو (به استونیایی: Võru) یکی از شهرهای کشور استونی است.
این شهر در سال ۲۰۱۱ میلادی ۱۲٬۶۶۷ نفر جمعیت داشته است. جاده ئی۲۶۳ اروپا از این شهر عبور میکند.

## نگارخانه

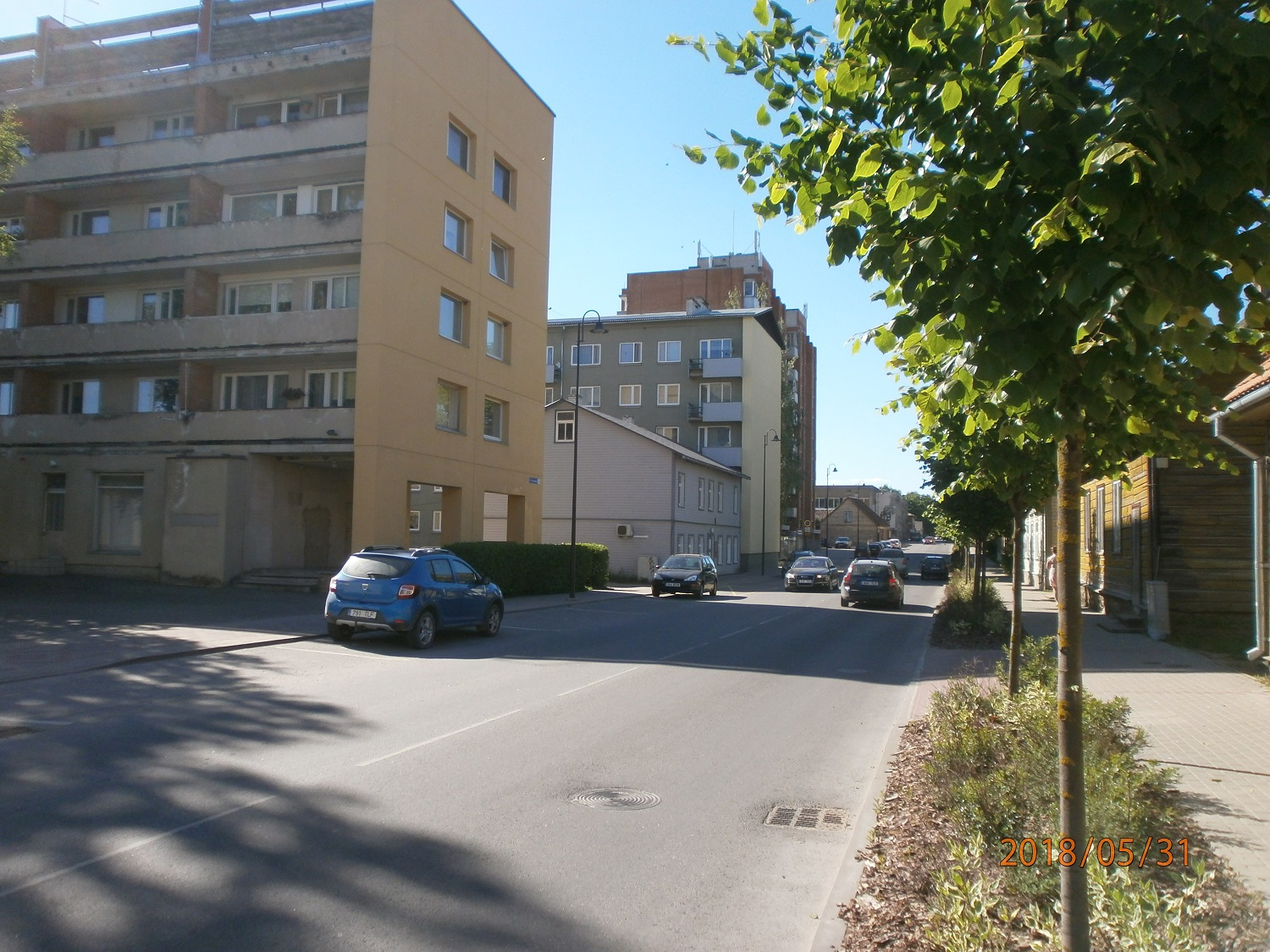
خیابانی در وورو
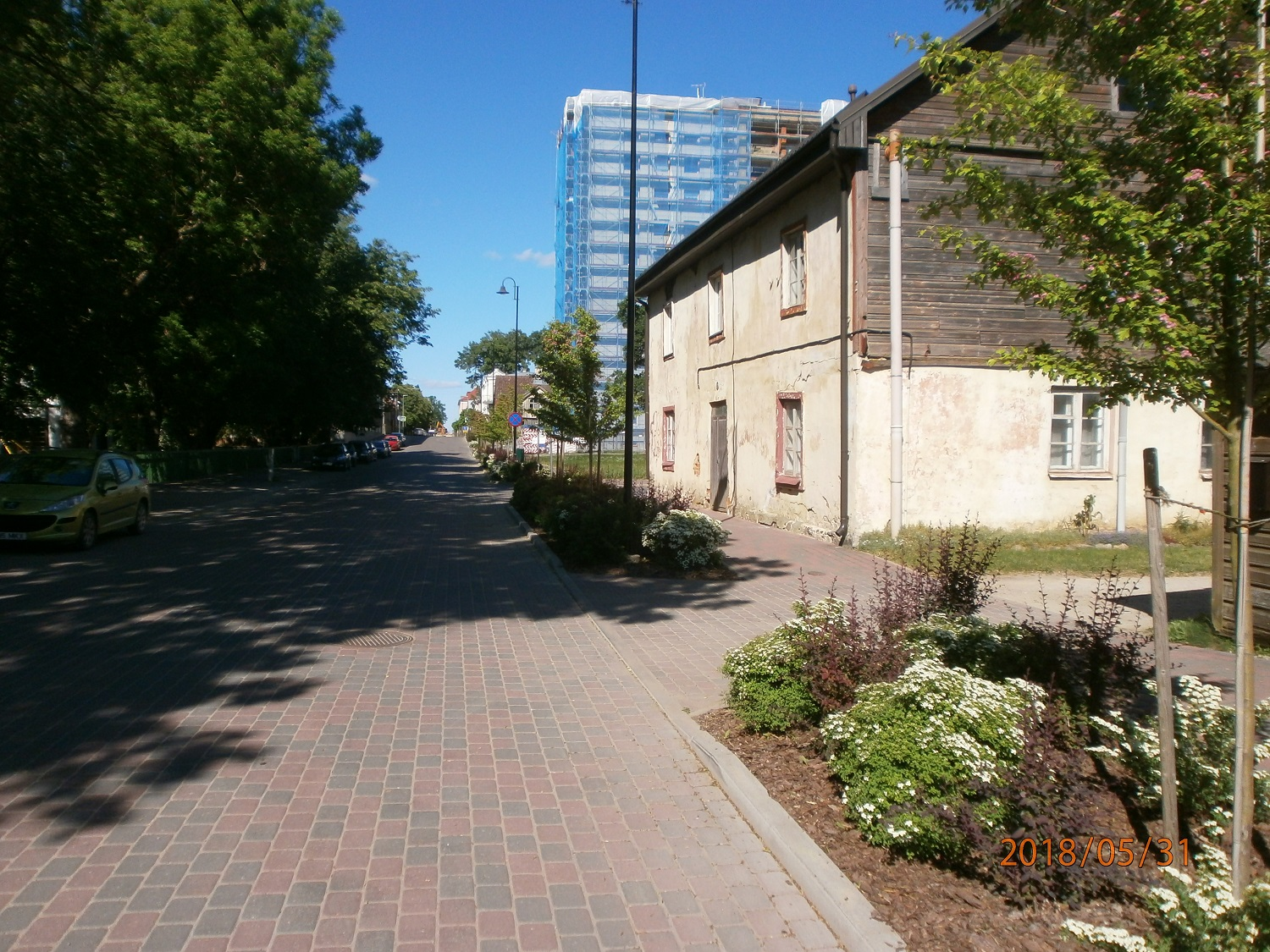
خیابان تارتو نزدیک ساحل
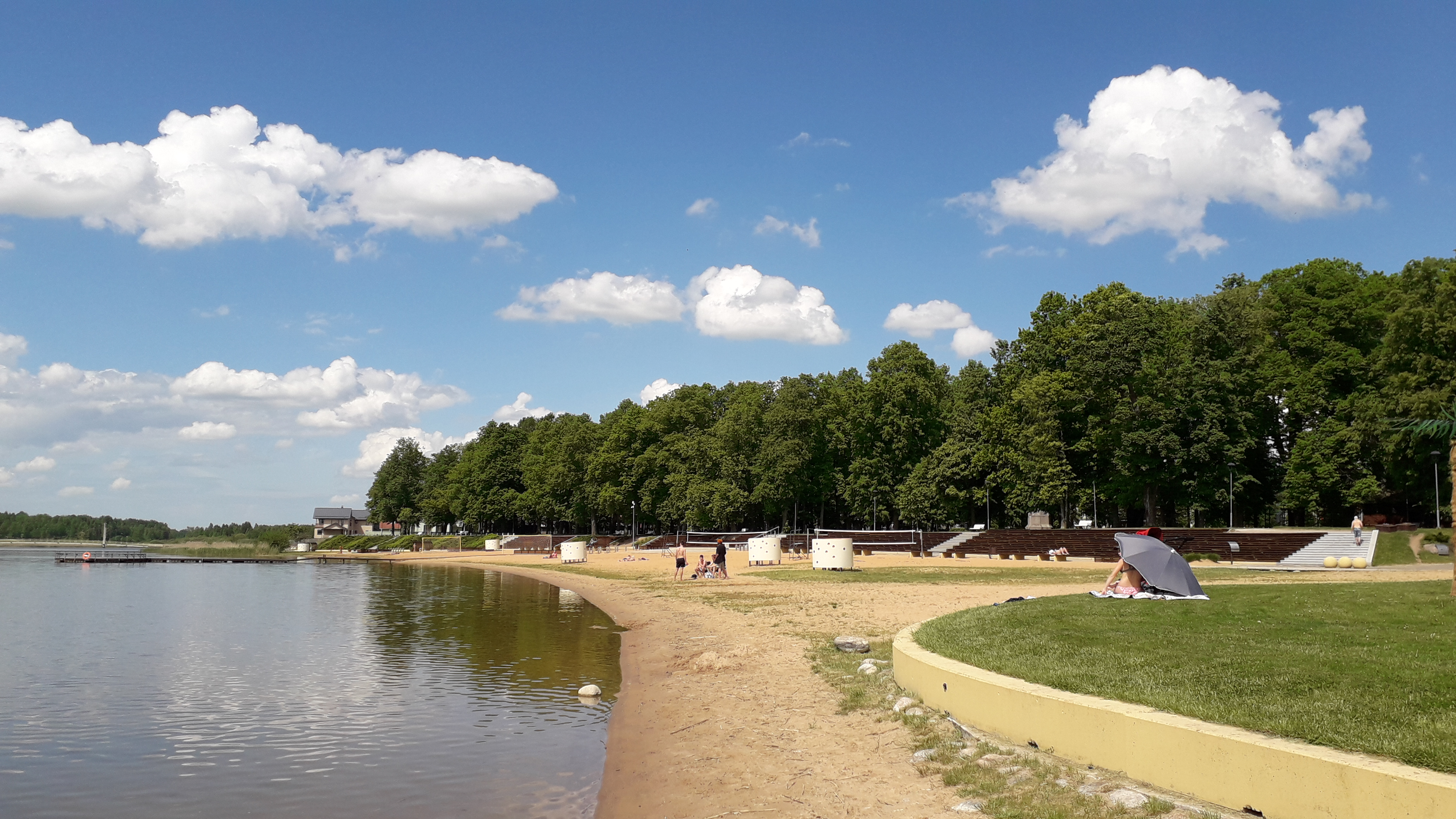
دریاچه تامولا در وورو
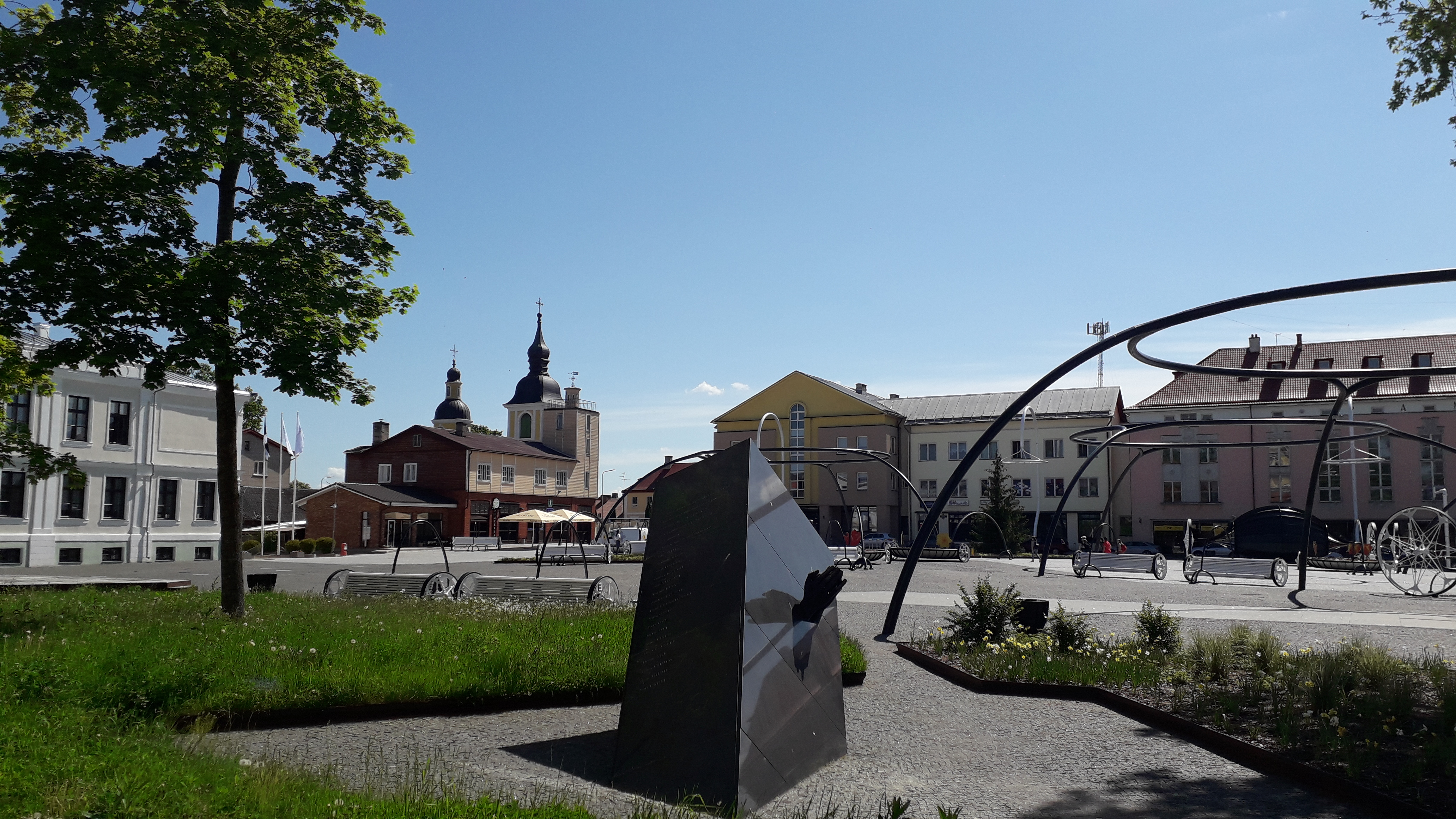
یادبود کشتی ام‌اس استونی در میدان مرکزی
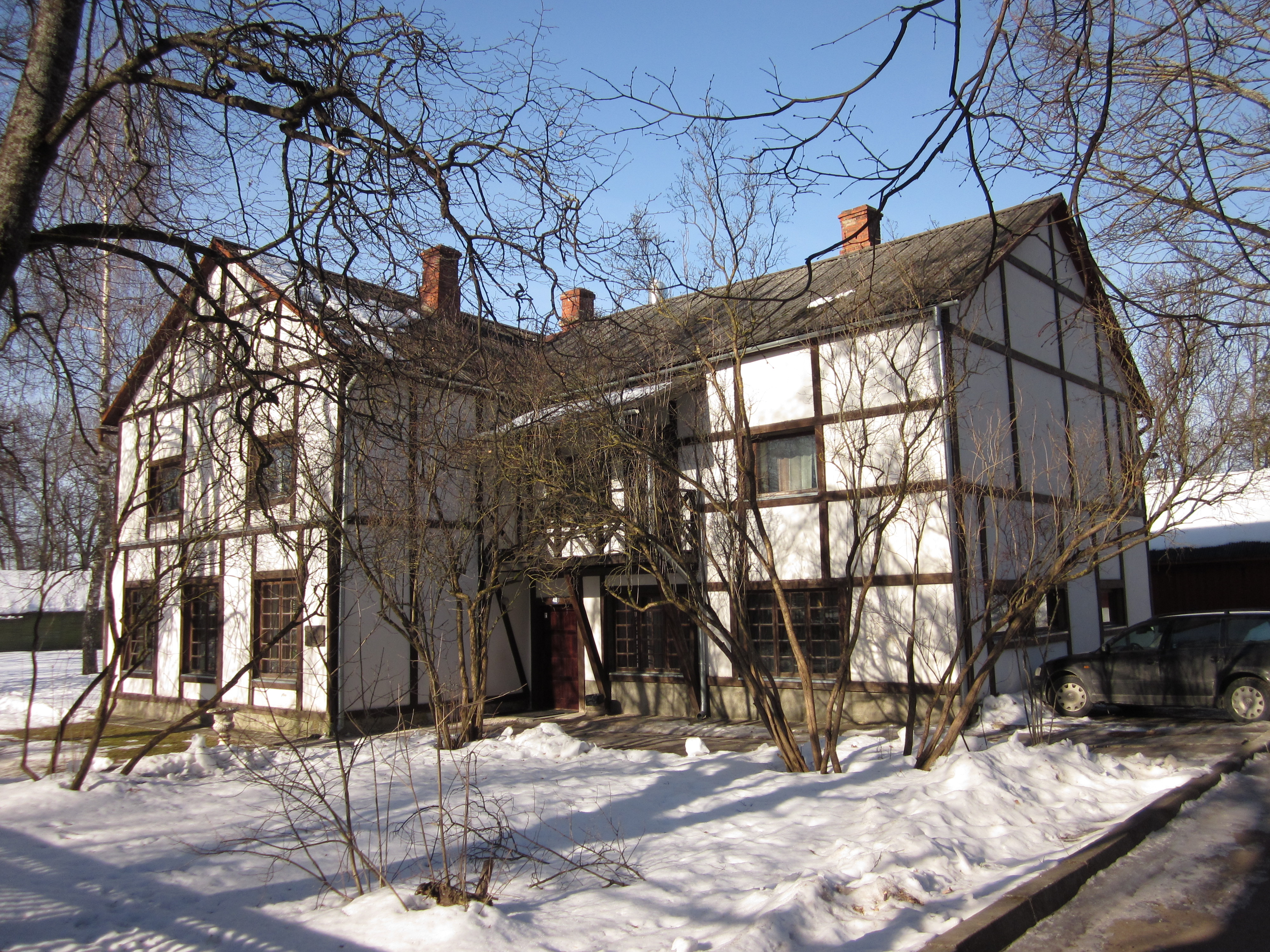
موسسه وورو
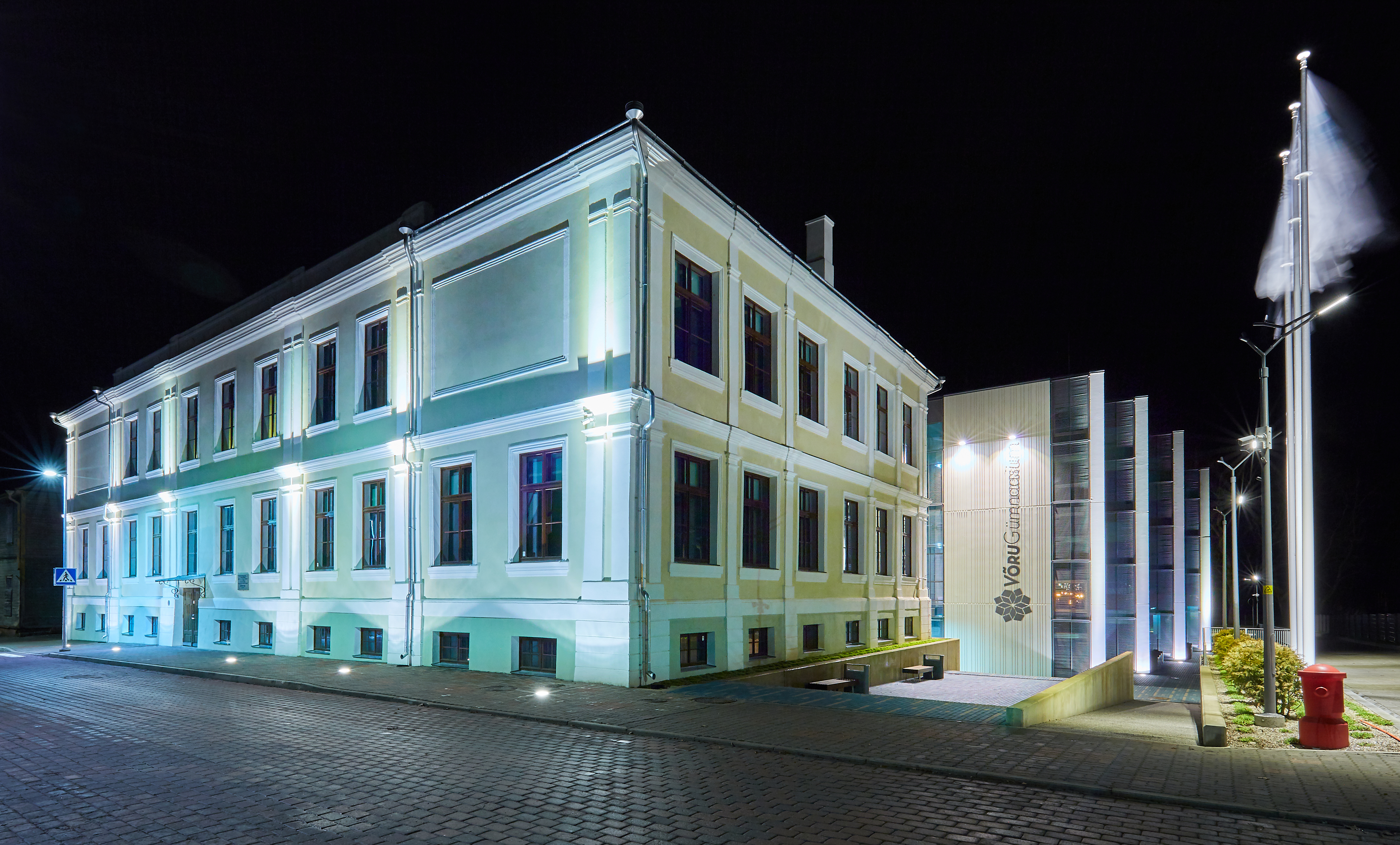
دبیرستان وورو
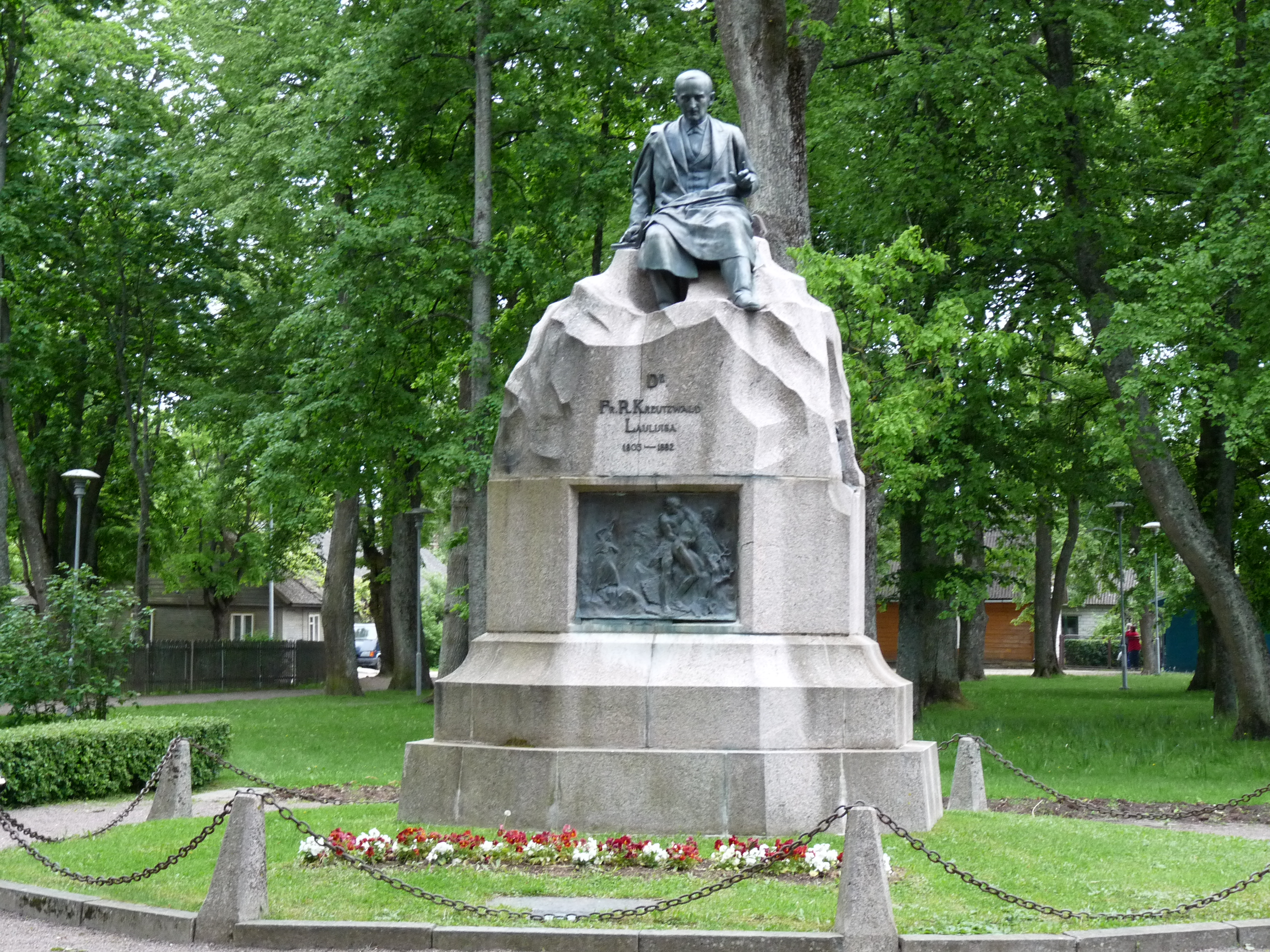
یادبود فریدریخ رینهولد کرئوتزوالد
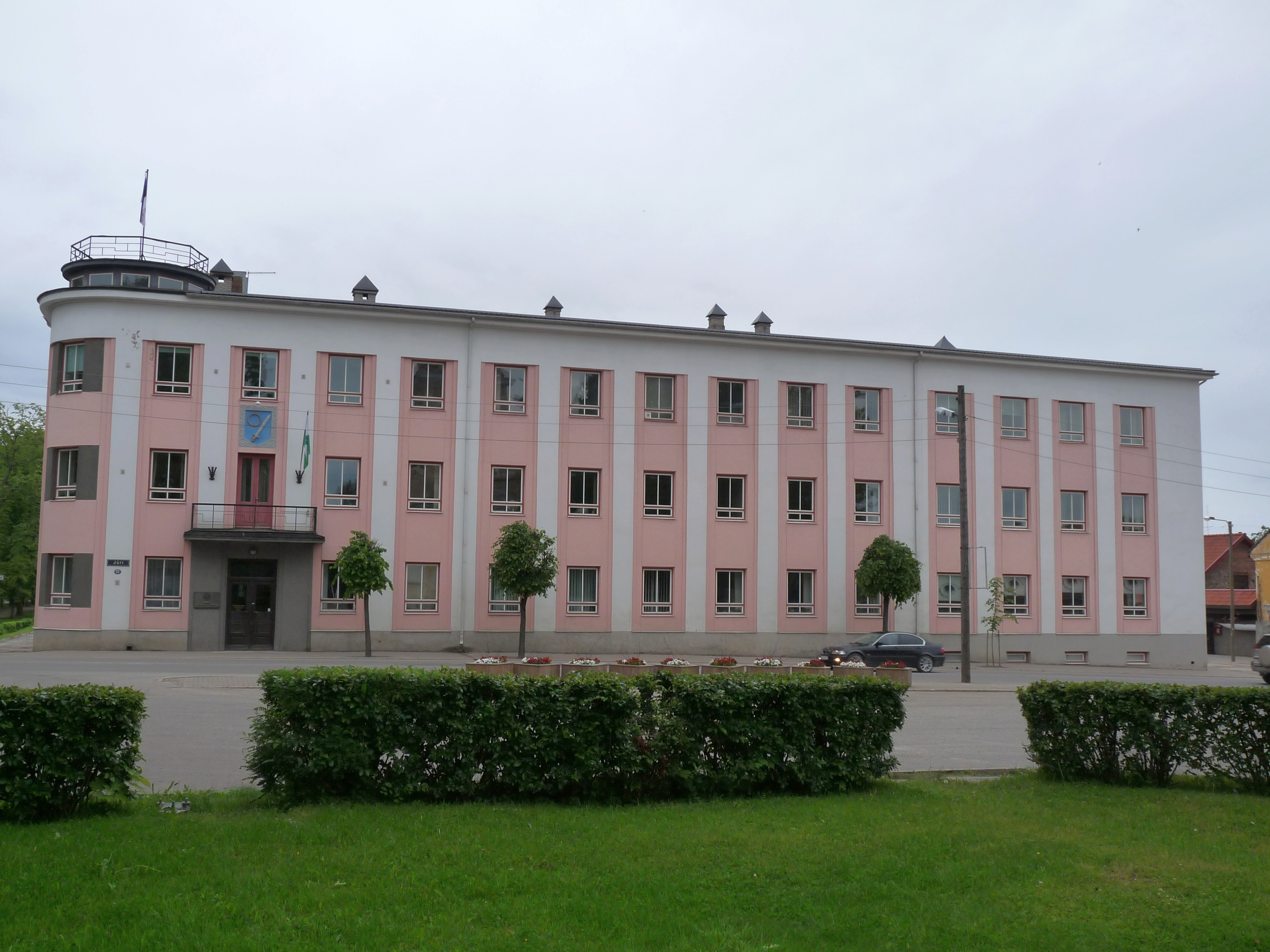
ساختمان فرمانداری شهرستان وورو
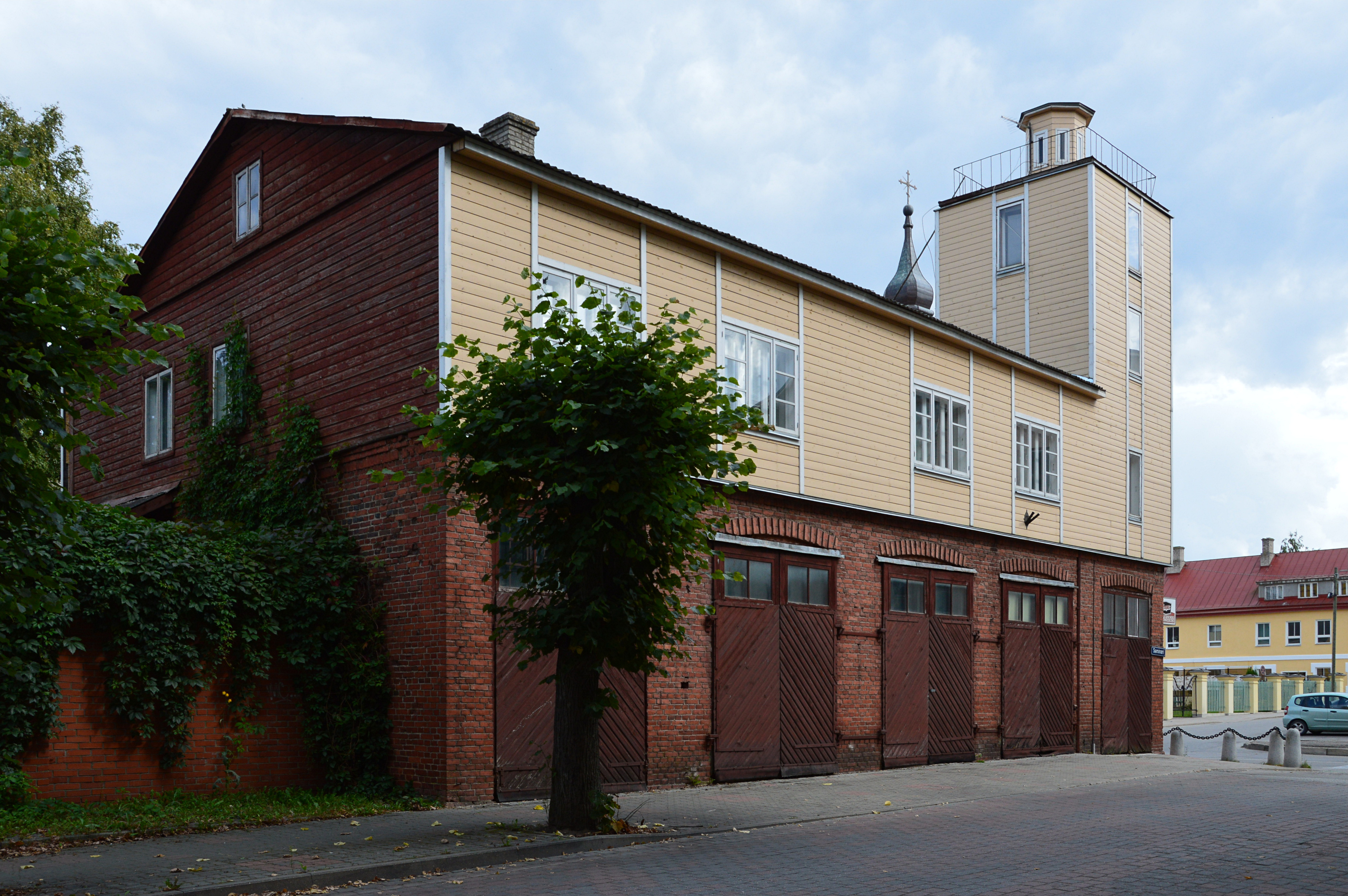
ایستگاه قدیمی آتشنشانی

## شهرهای خواهرخوانده
شهرهای خواهرخوانده:
| - لایتیلا, فنلاند - ایسالمی, فنلاند - لاندسکرونا, سوئد - هاریدا, سوئد - آلوکسنه, لتونی - یونیشکیس, لیتوانی | - باد زگبرگ, آلمان - سوواوکی, لهستان - شوبره-له-تور, فرانسه - اسمولیان, بلغارستان - کانیف, اوکراین |